# Métanoïa
Pour l'album musical, voir Metanoia.
Dans la Grèce antique, métanoïa signifiait « se donner une norme de conduite différente, supposée meilleure »,.

## Philosophie
Le terme grec μετάνοια métanoïa est composé de la préposition μετά (ce qui dépasse, englobe, met au-dessus) et du verbe νοέω (percevoir, penser), et signifie « changement de vue » ou « changement de regard » qui voit la pensée et l’action se transformer de façon importante, voire décisive.
Bien que se plaçant en dehors du champ de la philosophie et le différenciant du sens que le mot possède ordinairement au sens religieux, René Guénon en fait un synonyme de « conversion ».

## Psychologie Analytique
Dans sa conception du processus d’individuation, Carl Gustav Jung utilise ce terme pour désigner une transformation de la psyché par une sorte de guérison initiée par des forces inconscientes. Il s’agit d’une transformation complète de la personne, transformation qui ressemble beaucoup à celle qui se passe à l’intérieur d’une chrysalide.

## Théologie
Métanoïa est traduit habituellement dans les textes bibliques par « pénitence » ou par « repentance ».
Mais dans certains textes du Nouveau Testament, il a un autre sens, celui d'une conversion à Dieu : « Métanoïa signifie au-delà de nous, au-delà de l'intellect, de notre raison rationnelle et se rapporte à un mouvement de conversion ou de retournement par lequel l’homme s'ouvre à plus grand que lui-même en lui-même. »
Ce terme a été employé dans l'homélie du patriarche œcuménique Bartholomée lue à Notre-Dame de Paris en 2015 au moment de la COP21, au sujet de la sauvegarde de la Création, dans le sens d'un « retournement tout entier de l'être ».